# Hyposomnie
Pour un article plus général, voir Trouble du sommeil.
 Mise en garde médicale
 (mai 2017).
L’hyposomnie ou défaut de sommeil est un trouble du sommeil défini soit par une carence de sommeil, soit par un temps de sommeil inférieur au temps souhaité pour l’individu.
Il existe deux types d’hyposomnie :
- un manque de sommeil causé par un excès d’activités du système d’éveil, le plus courant ;
- un manque de sommeil causé par un défaut d’activité du système de sommeil

## Épidémiologie
C’est un trouble très courant qui touche 15 à 20 % des sujets souffrant d’hyposomnie chronique[pas clair] ; on[Qui ?] l’observe notamment chez les adolescents et les salariés avec des rythmes de travail précis.

## Aspects cliniques
L’hyposomnie peut se représenter avec une difficulté d’endormissement et des réveils fréquents dans la nuit. 

## Conséquences sur l'individu
On peut observer de nombreuses conséquences aussi bien corporelles, anatomiques, que mentales : fatigue, problème sur le plan développemental et sur la récupération cérébrale, difficulté d’intégration cognitive (mémorisation, apprentissage, …), neuronale, etc.

## Facteurs favorisant ce trouble

Visionnage d'écrans retardant le coucher.

Les facteurs pouvant favoriser ce trouble sont de nature anatomique, physiologique, psychotropes, le visionnage constant d’écrans, mais la plus fréquente est de nature psychologique[réf. nécessaire].

## Traitement
Une fois la cause de ce trouble identifiée, il faut trouver un traitement adapté à la situation : si elle est psychologique, il faut modifier le rythme de vie de l’individu. Des thérapies sont proposées : relaxation, méditation, sophrologie, autohypnose, techniques cognitivo-comportementales, l’établissement de rituels de coucher ou de sommeil, l’activité sportive permettant la fatigue corporelle, etc. 

## Confusion avec insomnie
Il faut différencier hyposomnie et insomnie : l’insomnie se réfère à une absence de sommeil, on utilisera d’ailleurs plutôt le terme d’asomnie.